# Robert Peche
Robert Peche († 21. oder 22. August 1126) war ein englischer Geistlicher. Ab 1121 war er Bischof von Coventry.
Robert Peche gehörte zum Haushalt von König Heinrich I. und war für die königliche Speisekammer verantwortlich. Sein Spitzname Peche bedeutet Sünde und war wohl eine Anspielung auf sein Kind, das er trotz seines Standes als Geistlicher hatte. Um den 6. Januar 1121 wurde er vom König zum neuen Bischof von Coventry nominiert.
Die Diözese Coventry war nach dem Tod von Bischof Robert de Limesey 1117 mehrere Jahre lang vakant, vor allem, weil der König sich mehrere Jahre lang vor allem in der Normandie aufgehalten und keinen neuen Kandidaten für den Bischofssitz benannt hatte. Am 13. März 1121 wurde schließlich Peche von Erzbischof Ralph d’Escures in Abingdon zum Bischof geweiht. Trotz seines Amtes gehörte er weiter häufig zum Gefolge des Königs. Im Januar 1123 stand er zusammen mit dem König am Sterbebett von Bischof Robert Blouet von Lincoln, anschließend leitete er die Beisetzung von Blouet in der Kathedrale von Lincoln. Als der König ab Juni 1123 wieder in der Normandie weilte, folgte ihm Peche. 1126 versuchte er, den langwährenden Streit zwischen Robert de Ferrers und dem Abt von Burton Abbey um Besitzungen in den nördlichen Midlands beizulegen. Er starb jedoch bereits im August 1126, wahrscheinlich in der Normandie, und wurde in Coventry begraben. 
Seinen Sohn Richard hatte er, obwohl dieser wohl noch ein Kind war, zum Archidiakon von Coventry erhoben. Richard wurde schließlich 1161 Bischof von Coventry. 